# Sun Shuai
Sun Shuai (15 de agosto de 1989) es un deportista chino que compite en judo. Ganó una medalla de bronce en el Campeonato Asiático de Judo de 2016 en la categoría de –73 kg.

## Palmarés internacional
| Campeonato Asiático | Campeonato Asiático  | Campeonato Asiático | Campeonato Asiático |
| Año                 | Lugar                | Medalla             | Categoría           |
| ------------------- | -------------------- | ------------------- | ------------------- |
| 2016                | Taskent (Uzbekistán) | Medalla de bronce   | –73 kg              |